# Supplemental Arrows-A
Supplemental Arrows-A è un blocco Unicode. È costituito dai 16 caratteri compresi nell'intervallo U+27F0-U+27FF.
Introdotto nella versione 3.2 di Unicode, contiene simboli che rappresentano frecce.

## Tabella compatta di caratteri

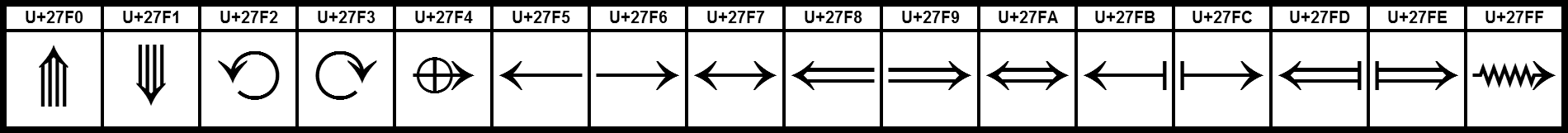
Supplemental Arrows-A

|     | 0 | 1 | 2 | 3 | 4 | 5 | 6 | 7 | 8 | 9 | A | B | C | D | E | F |
| --- | - | - | - | - | - | - | - | - | - | - | - | - | - | - | - | - |
| 27F | ⟰ | ⟱ | ⟲ | ⟳ | ⟴ | ⟵ | ⟶ | ⟷ | ⟸ | ⟹ | ⟺ | ⟻ | ⟼ | ⟽ | ⟾ | ⟿ |